# Wright R-1820
Wright R-1820 Cyclone 9 var en amerikansk stjernemotor udviklet af Curtiss-Wright, og i udbredt anvendelse på fly fra 1930'erne til 1950'erne. Motoren blev produceret på licens i Spanien under navnet Hispano-Suiza 9V eller Hispano-Wright 9V, og i Sovjetunionen under navnet Shvetsov M-25.

## Design og udvikling
R-1820 Cyclone 9 var en yderligere videreudvikling af Wright P-2 motoren, som stammede fra 1925. R-1820 gik i produktion i 1931, og havde ikke bare et større slagvolumen end forgængerene, men også en serie af andre forbedringer. Motoren forblev i produktion langt op i 1950'erne.
R-1820 blev bygget på licens af Lycoming, af Pratt & Whitney Canada, og under 2. verdenskrig også af Studebaker Corporation. Sovjetunionen havde købt et licens til designet, og Shvetsov OKB blev stiftet med henblik på at konvertere de amerikanske specifikationer til det metriske system. Den 'metriske' udgave af motoren gik i produktion i de statsejede sovjetiske fabrikker under navnet M-25, og mange R-1820's generelle designdetaljer blev benyttet af Shvetsov-bureauet i mange af deres fremtidige stjernemotorer, som blev benyttet af det sovjetiske luftvåben i 1940ene og fremover. I Spanien blev R-1820 licensbygget under navnene Hispano-Suiza 9V og Hispano-Wright 9V.
R-1820 var grundlaget for mange berømte flytyper, inkl. de tidlige Douglas passagerfly (prototypen af DC-1, DC-2, de første civile udgaver af DC-3, og den ikke særligt udbredte DC-5), hvert eneste krigstids-eksemplar af Boeing B-17 Flying Fortress og Douglas SBD Dauntless bombeflyene, de tidlige versioner af Polikarpov I-16 jagerflyet (M-25 versionen af motoren), og Piasecki H-21 helikopteren.
R-1820 blev også i begrænset omfang anvendt i pansrede køretøjer. G-200 varianten udviklede 670 kW (900 hk) ved 2.300 omdrejninger pr. minut, og sad som kraftkilde i den tunge M6 Kampvogn. Wright RD-1820 blev konverteret til diesel af Caterpillar Inc. under navnet D-200 og leverede 340 kW (450 hk) ved 2.000 omdrejninger i M4A6-varianten af en anden kampvogn, M4 Sherman.

## Varianter
Det bedes bemærket at angivelser i hestekraft (hk) er imperielle, ikke metriske hk. I overensstemmelse med europæisk standard er den primære effektangivelse opgivet i kW.

Hvor slutningen af typebetegnelsen indeholder et W indikerer dette at motoren er udstyret med et vand-methanol effektforøgelsessystem til nødsituationer.
R-1820-04
520 kW (700 hk)
R-1820-1
429 kW (575 hk)
R-1820-4
570 kW (770 hk)
R-1820-19
503 kW (675 hk)
R-1820-22
710 kW (950 hk)
R-1820-25
503 kW (675 hk), 560 kW (750 hk), 578 kW (775 hk)
R-1820-32
750 kW (1.000 hk)
XR-1820-32
600 kW (800 hk)
R-1820-33
578 kW (775 hk)
R-1820-34
700 kW (940 hk), 710 kW (950 hk)
R-1820-34A
890 kW (1.200 hk)
R-1820-40/42
820 kW (1.100 hk), 890 kW (1.200 hk)
R-1820-41
630 kW (850 hk)
R-1820-45
600 kW (800 hk), 690 kW (930 hk)
R-1820-49
727 kW (975 hk)
R-1820-50
630 kW (850 hk)
R-1820-52
750 kW (1.000 hk)
R-1820-53
690 kW (930 hk), 750 kW (1.000 hk)
R-1820-56
890 kW (1.200 hk), 1.010 kW (1.350 hk)
R-1820-57
790 kW (1.060 hk)
R-1820-60
890 kW (1.200 hk)
R-1820-62
1.010 kW (1.350 hk)
R-1820-66
895 kW (1.200 hk), 1.007 kW (1.350 hk)
R-1820-67/69
890 kW (1.200 hk), udstyret med turbolader
R-1820-72W
1.010 kW (1.350 hk), 1.063 kW (1.425 hk)
R-1820-74W
1.100 kW (1.500 hk)
R-1820-76A,B,C,D
1.063 kW (1.425 hk)
R-1820-77
890 kW (1.200 hk)
R-1820-78
522 kW (700 hk), 820 kW (1.100 hk)
R-1820-80
520 kW (700 hk), 1.145 kW (1.535 hk)
R-1820-82WA
1.137 kW (1.525 hk)
R-1820-86
1.063 kW (1.425 hk)
R-1820-97
890 kW (1.200 hk), udstyret med turbolader
R-1820-103
1.063 kW (1.425 hk)
SGR-1820-F3
530 kW (710 hk), 540 kW (720 hk)
SGR-1820-F2
540 kW (720 hk)
R-1820-F53
570 kW (770 hk)
R-1820-F56
590 kW (790 hk)
GR-1820-G2
750 kW (1.000 hk)
R-1820-G3
630 kW (840 hk)
R-1820-G5
710 kW (950 hk)
R-1820-G101
820 kW (1.100 hk)
R-1820-G102
578 kW (775 hk)
GR-1820-G102A
820 kW (1.100 hk)
R-1820-G102A
820 kW (1.100 hk)
R-1820-G102A
820 kW (1.100 hk)
R-1820-G202A
890 kW (1.200 hk)
R-1820-G103
750 kW (1.000 hk)
R-1820-G105
750 kW (1.000 hk)
R-1820-G205A
890 kW (1.200 hk)

### Hispano-Suiza 9V
Hispano-Suiza 9V er en licensbygget variant af R-1820.
Hispano-Suiza 9Vr
9V med reduktionsgear
Hispano-Suiza 9Vb

Hispano-Suiza 9Vbr
variant af 9Vb med reduktionsgear
Hispano-Suiza 9Vbrs
variant af 9Vb med reduktionsgear og kompressor
Hispano-Suiza 9Vbs
variant af 9Vb med kompressor
Hispano-Suiza 9Vd
variant af 9V
Hispano-Suiza 9V-10
429 kW (575 hk) beregnet på propel med fast stigning
Hispano-Suiza 9V-11
som -10, men med højregående rotation
Hispano-Suiza 9V-16
480 kW (650 hk) til propel med variabel stigning, venstregående rotation
Hispano-Suiza 9V-17
som -16, men med højregående rotation

## Anvendelse

### Flytyper
- Bloch MB.221
- Boeing B-17 Flying Fortress
- Boeing 307
- Brewster F2A
- Curtiss AT-32-A Condor
- Curtiss SBC-4 Helldiver
- Curtiss P-36 Mohawk
- Curtiss SC Seahawk
- Curtiss-Wright CW-21
- Douglas A-33
- Douglas B-18
- Douglas DC-2
- Douglas DC-3 (DST, G-102 and G-202)
- Douglas Super DC-3, R4D-8 / C-117
- Douglas DC-5
- Douglas DF Wright SGR-1820G-2
- Douglas SBD Dauntless
- FMA AeMB.2 Bombi
- General Motors FM-2 Wildcat
- Grumman TF-1 / C-1 Trader
- Grumman E-1 Tracer
- Grumman FF
- Grumman F3F
- Grumman XF5F
- Grumman XP-50
- Grumman HU-16 Albatross
- Grumman J2F Duck
- Grumman S-2 Tracker
- Lockheed 14
- Lockheed Lodestar
- Lockheed Hudson
- Martin B-10
- North American NA-44
- North American O-47
- North American P-64
- North American T-28B/C/D Trojan
- Northrop YC-125 Raider
- Piasecki H-21
- Polikarpov I-16
- Lucius FR Fireball
- Sikorsky S-58/HUS/HSS/H-34

### Køretøjer
- M4 Sherman tank, i M4A6 varianten
- M6 heavy tank

## Udstillede motorer
Bevarede Wright R-1820 motorer er bl.a. udstillet på disse museer:
- American Airlines C.R. Smith Museum
- Fleet Air Arm Museum
- Delta Flight Museum
- National Air and Space Museum
- National Museum of the U.S. Air Force

Der er formodentligt udstillet R-1820 motorer på adskillige europæiske flymuseer, men det vides ikke med sikkerhed hvor.

## Specificationer (GR-1820-G2)
| Type:                       | 9-cylindret 1-rækkes trykladet | luftkølet stjernemotor                                   |
| Boring:                     | 155,6 mm                       | 6 1⁄8 in                                                 |
| Slaglængde:                 | 174,6 mm                       | 6 7⁄8 in                                                 |
| Slagvolumen:                | 29,88 liter                    | 1.823 in³                                                |
| Længde:                     | 1.213 mm                       | 47,76 in                                                 |
| Diameter:                   | 1.378 mm                       | 54,25 in                                                 |
| Vægt:                       | 537 kg                         | 1.184lb                                                  |
| Ventiler:                   | To topventiler pr. cyl.        | stødstangsaktiverede: udstødsventilerne er natriumfyldte |
| Kompressor:                 | 1-hastigheds General Electric  | Centrifugalkompressor, 7,134:1 opgearing fra krumtap     |
| Brændstof:                  | 87 oktan                       | benzin                                                   |
| Brændstofsystem:            | Stromberg PD12K10              | karburator med automatisk blandingskontrol               |
| Smøring:                    | Tørsump                        | en suge- og en trykpumpe                                 |
| Køling:                     | Luftkølet                      |                                                          |
| Effekt:                     | 746 kW                         | 1.000 hk (imperial) @ 2.200 omdr. for takeoff            |
| Specifik effekt:            | 20,88 kW/l                     | 0,46 hk/in³                                              |
| Kompression:                | 6,45:1                         |                                                          |
| Specifikt brændstofforbrug: | 362 g/kW/time                  | 0,6 lb/hk/time                                           |
| Olieforbrug:                | 13 - 15 g/kW/time              | 0,35 - 0,39 oz./hk/time                                  |
| Effekt/vægt:                | 1.39 kW/kg                     | 0,84 hk/lb                                               |